# Орадівка
Ора́дівка (старовинна назва — Одрадівка) — село в Україні, у Христинівській міській громаді Уманського району Черкаської області.

## Географічне розташування
Село Орадівка розташоване на обох берегах річки Удич (притока Південного Бугу), за 6 км на південь від міста Христинівка та 20 км від районного центру. Селом пролягає автошлях міжнародного значення М30E50. Найближча залізнична станція — Христинівка (за 6 км).

## Історія
Саме колишня назва села Одрадівка  вказує на тихе місце, місце відради та спокою. Перша згадка про Орадівку датується XIV століттям. Згодом, в адміністративному плані, село належало до Уманського полку. На Уманщину того часу дуже часто нападали кримські татари і польська кіннота. Найбільших руйнувань Орадівка зазнала 1629, 1644 та 1674 роках від татар, та 1655 року від поляків.
У 1654 році, під час подорожі сирійського патріарха Макарія III проїздом через Умань в Москву, його син, арабський письменник Булос Ібн аз-Заїм аль-Халебі (Павло Алеппський) згадував у своїх записах село Городока, що було розташоване поряд з Уманню і було огороджене дерев'яним частоколом для захисту від ворогів. Це і була Орадівка (тобто Оградівка).
1726 року Орадівка стала власністю Фелікса Потоцького. Через злиденне життя та гноблення селяни Уманщини часто підіймали бунт. Такі повстання відбулися у 1737, 1749, 1750 роках. У 1768 році спалахнуло найбільше повстання під назвою «Коліївщина», яке охопило й Орадівку. Про події, які відбувалися тоді в селі Орадівка, згадується в романі Валентина Пікуля «Фаворит».
Після численних руйнувань Орадівка відновлювалася знову і знову, та тільки кількість дворів ставала меншою. 1755 року в селі налічувалось лише 57 домогосподарств, а вже наприкінці XIX століття Орадівка стала волосним центром (у волость входило 9 сіл). 1900 року село стає власністю поміщиків Госневського та Флоріана Біляковського, яким належало 1303 десятини землі, а 1450 селянам — всього 787 десятин. 1917 року землю поміщиків було конфісковано і поділено серед незаможних селян. Та через 13 років влада знову злочинно конфіскувала землю, тепер вже селян.
З 7 березня 1923 року село перебувало у складі Христинівського району Черкаської області.
У 1930 році, під час примусової колективізації, було організовано сільськогосподарську артіль імені Котовського, головою якої був обраний Т. Л. Населенко. Пізніше артіль перетворилася на колгосп. Перед Другою світовою війною цей колгосп був одним із передових та економічно міцних господарств району.
Під час Голодомору 1932—1933 років лише за офіційними даними, від голодомору померло щонайменше 82 мешканця села.
На фронти німецько-радянської війни з села пішло понад 150 осіб, з них загинуло — 82 особи.

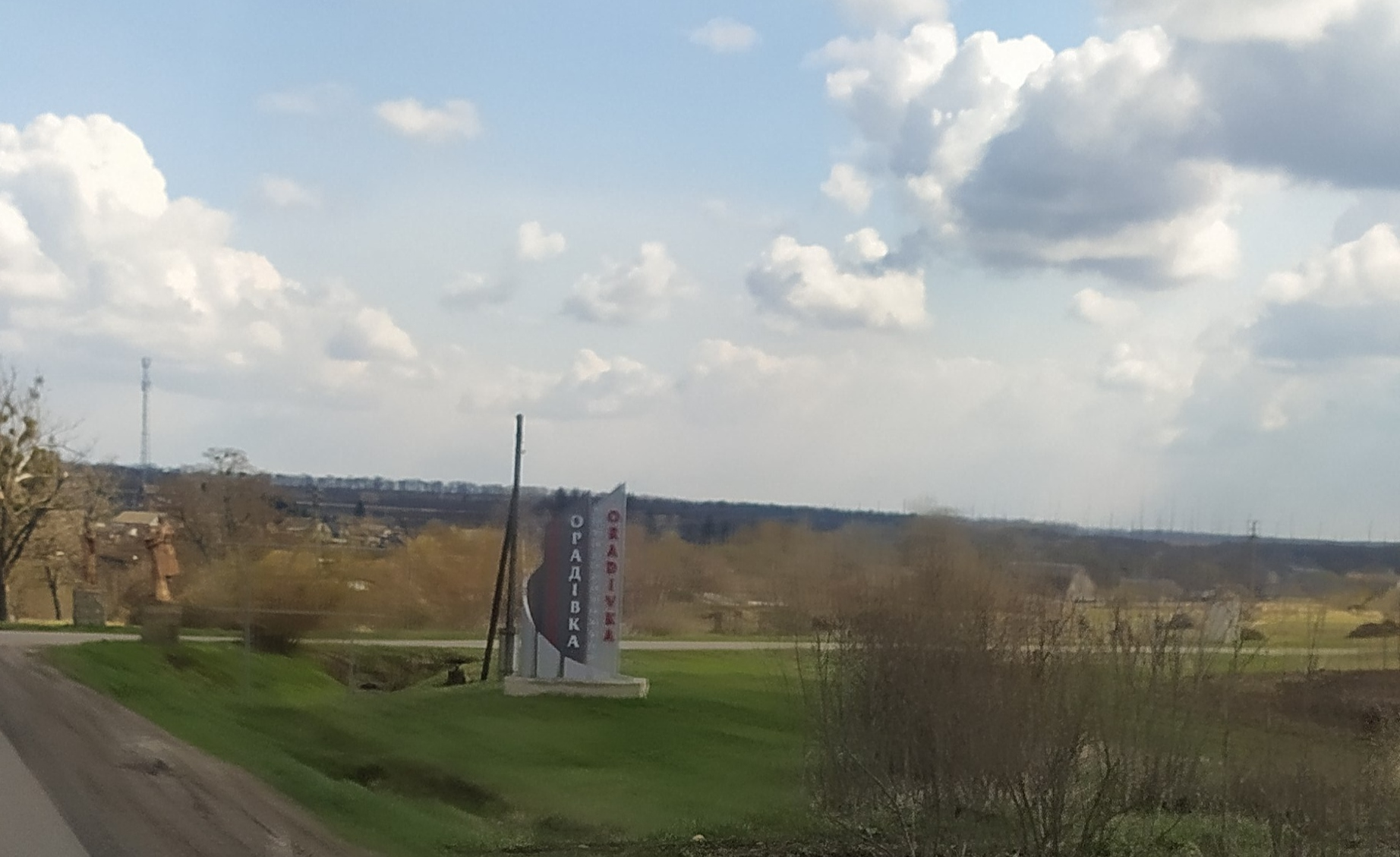
Стела села Орадівка

5 березня 2020 року, в ході децентралізації, Орадівська сільська рада об'єднана з Христинівською міською громадою.
19 липня 2020 року, в результаті адміністративно-територіальної реформи та ліквідації Христинівського району, село увійшло до складу новоутвореного Уманського району.

## Населення
За даними перепису 2001 року в селі налічувалось 907 осіб.

### Мовний склад
Рідна мова населення за даними перепису 2001 року:
| Мова       | Чисельність, осіб | Доля     |
| ---------- | ----------------- | -------- |
| Українська | 876               | 96,58 %  |
| Російська  | 18                | 1,98 %   |
| Інше       | 13                | 1,44 %   |
| Разом:     | 907               | 100,00 % |

## Інфраструктура
У населеному пункті є будинок культури, бібліотека, дитсадок, нова школа. Вулиці Орадівки асфальтовані, прокладені водогони, село газифіковане.

## Пам'ятки
- Орадівський заказник — ентомологічний заказник місцевого значення.

## Відомі особи
Орадівка може пишатися своїми видатними земляками, зокрема відомим в Україні літературним діячем Петром Моргаєнком і поетами Станіславом Зінчуком та Миколою Гребенюком.
Чимало працівників села відзначені урядовими нагородами за невтомну працю. Серед них: Мастилко Лідія Ксенофонтіївна, Діденко Ксенія Макарівна, Іващенко Варвара Дорофіївна, Найдюк Микола Михайлович, Мілевський Микола Іванович, Сивак Федір Семенович, Чичилівський Микола Теренович та інші.

## Галерея

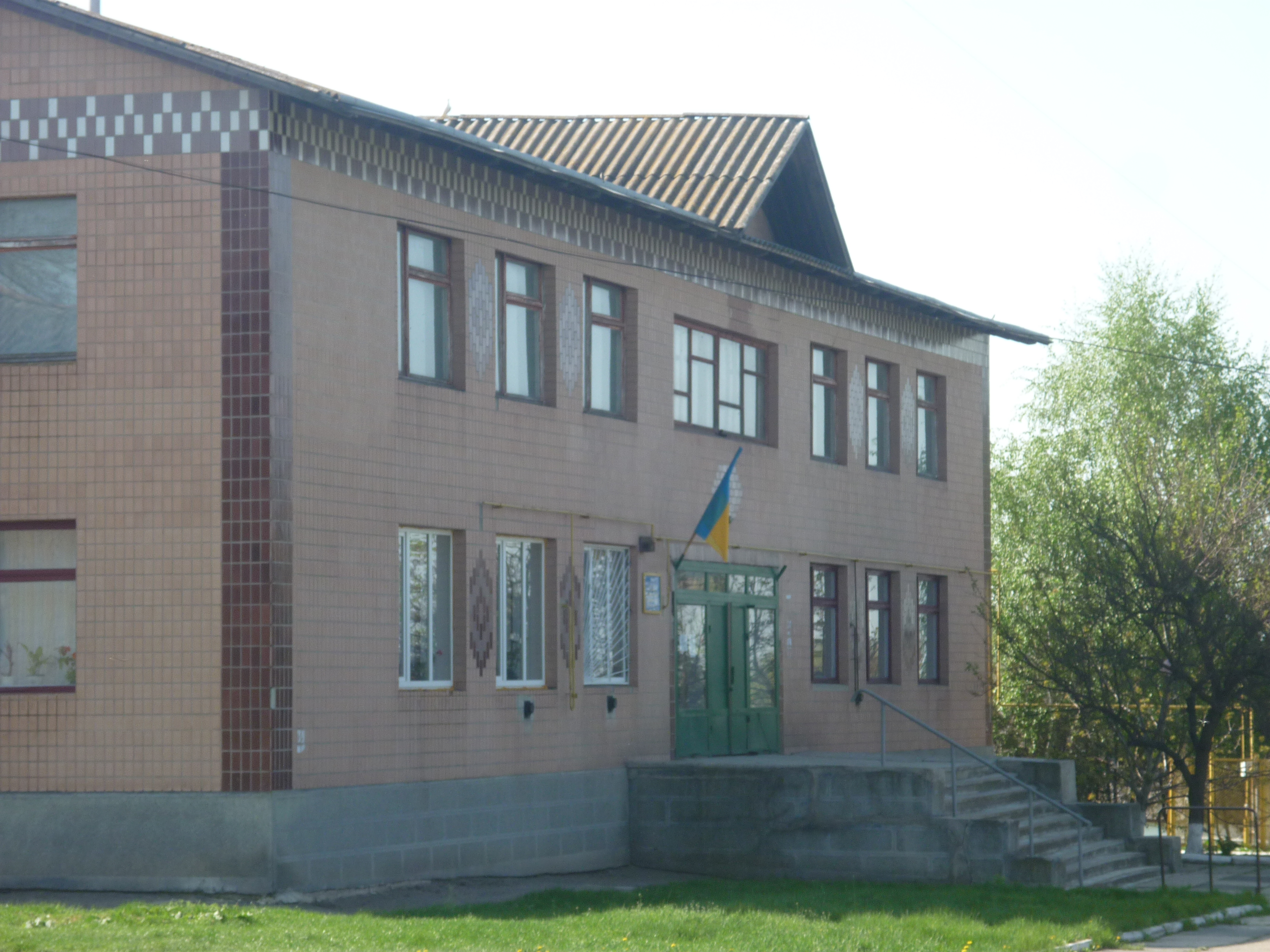
Сільська рада
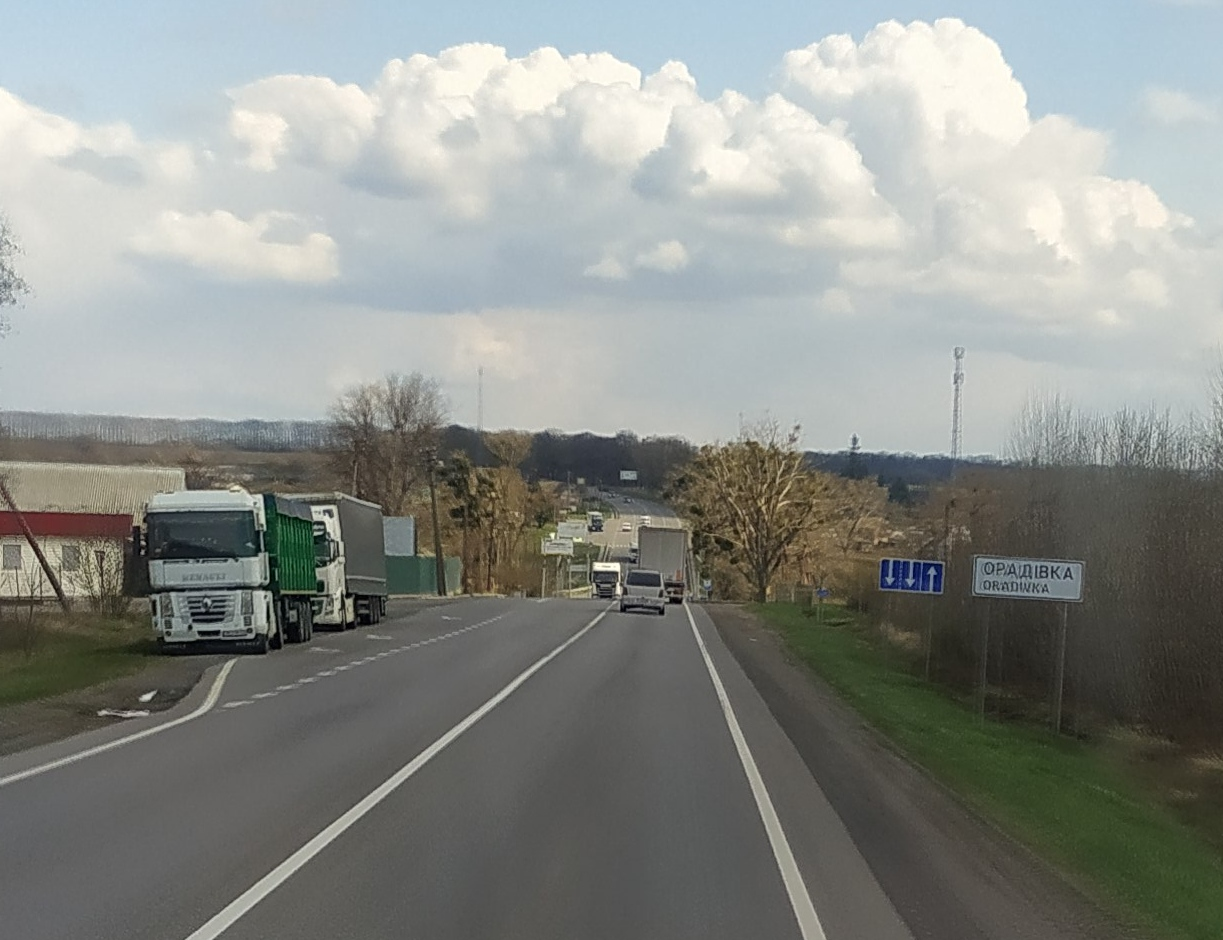
Дорожній знак на автошляху М30E50
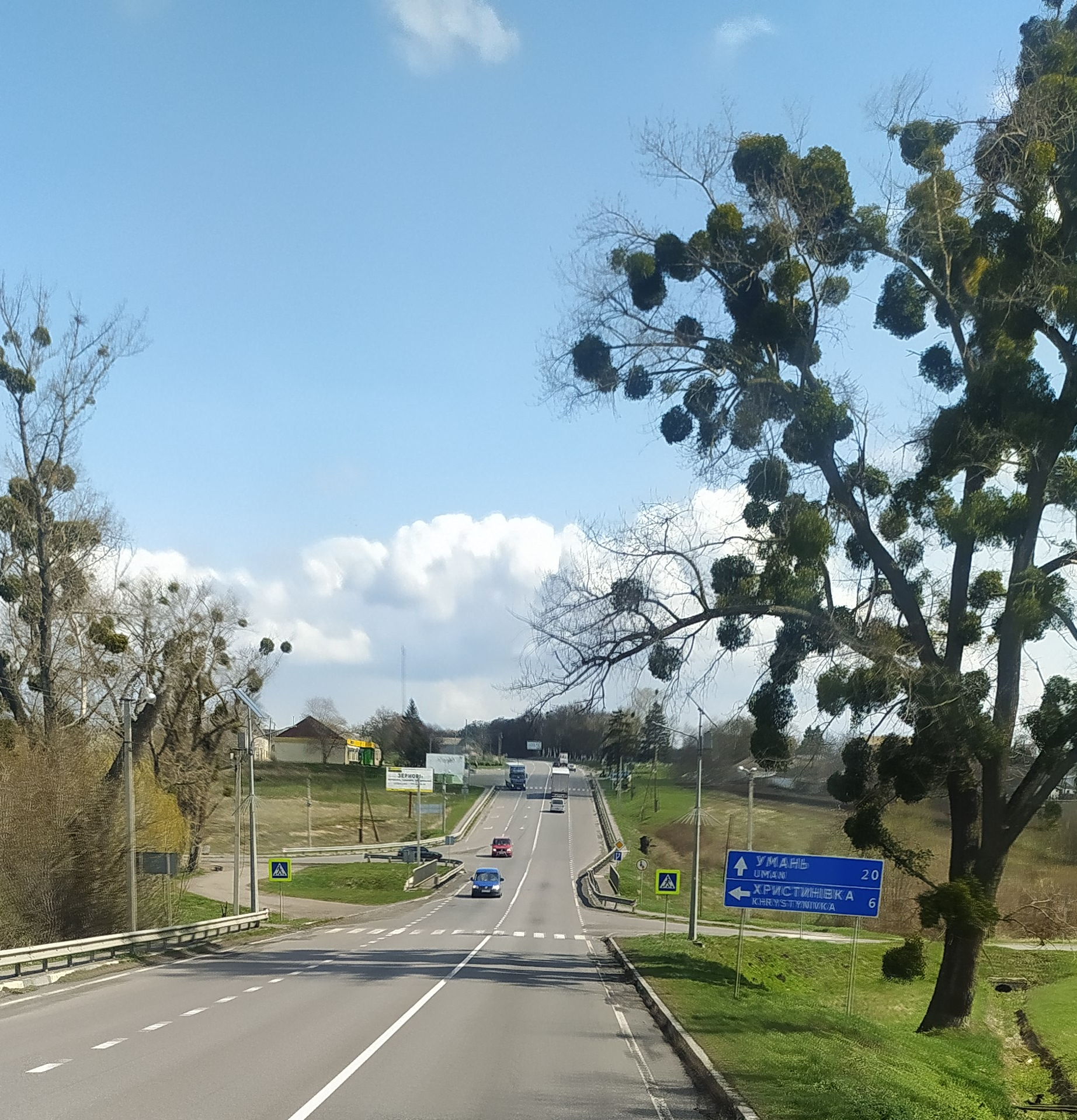
Дорожній вказівник на Христинівку
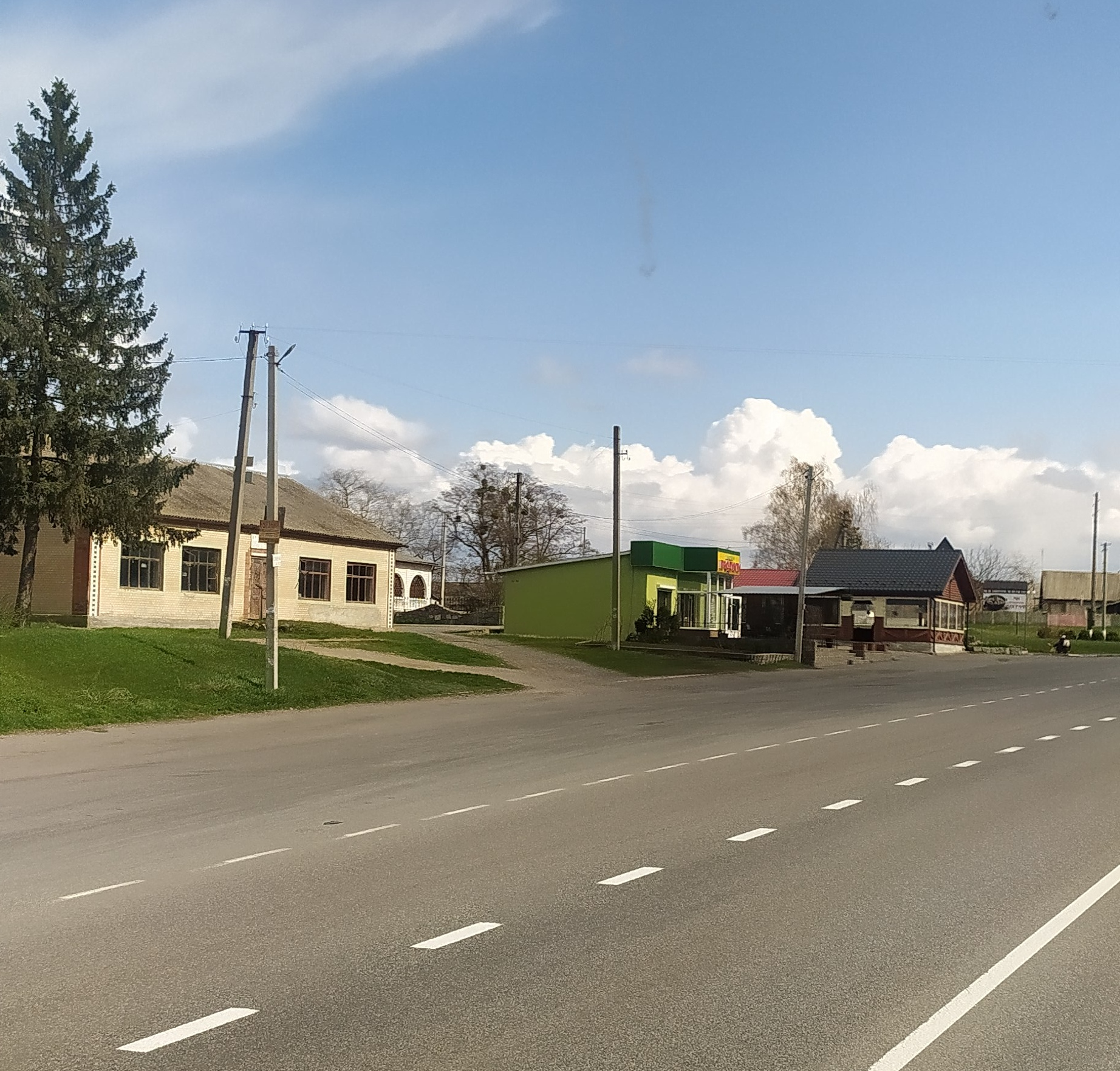
Крамниця
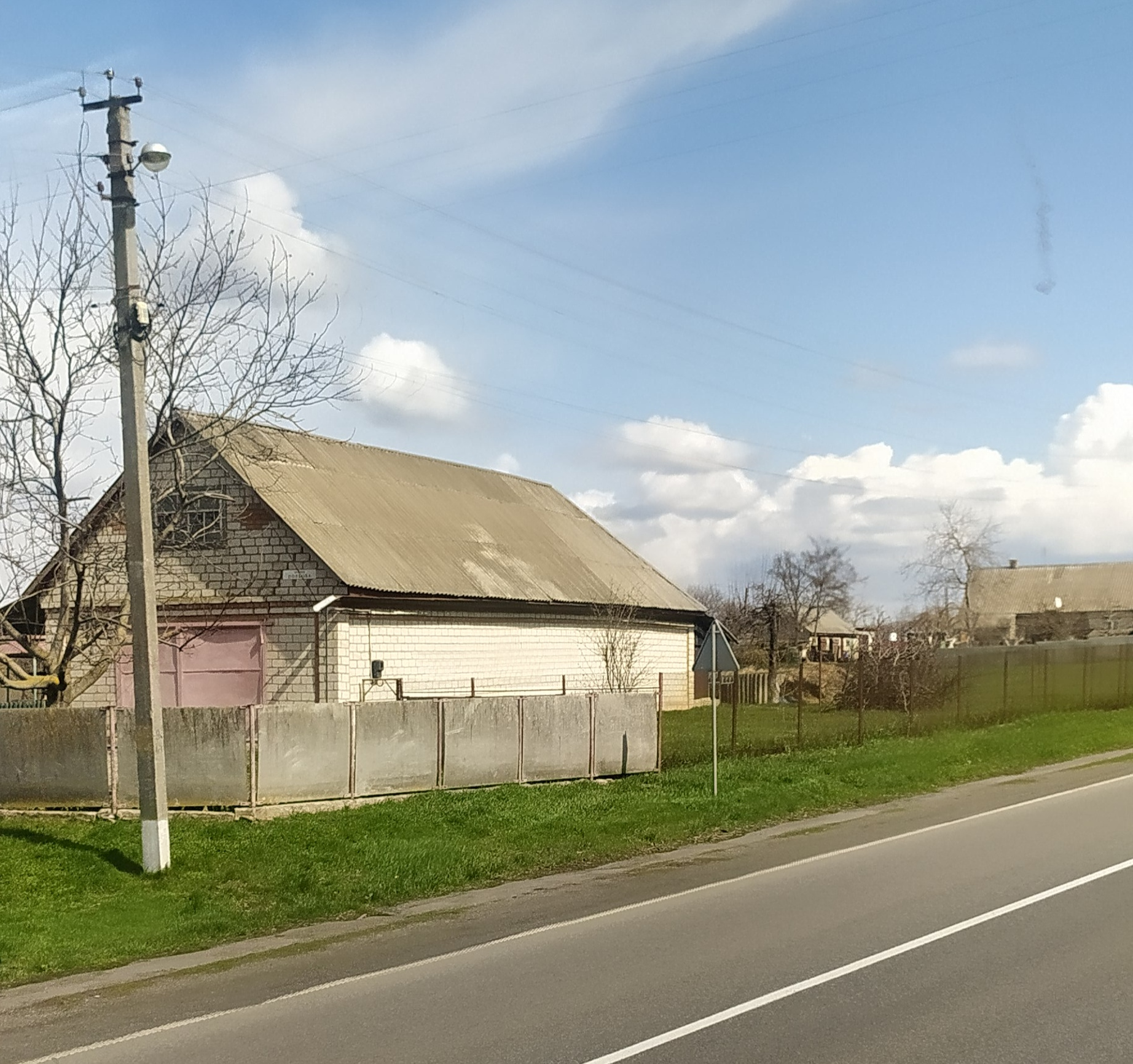
Житловий будинок
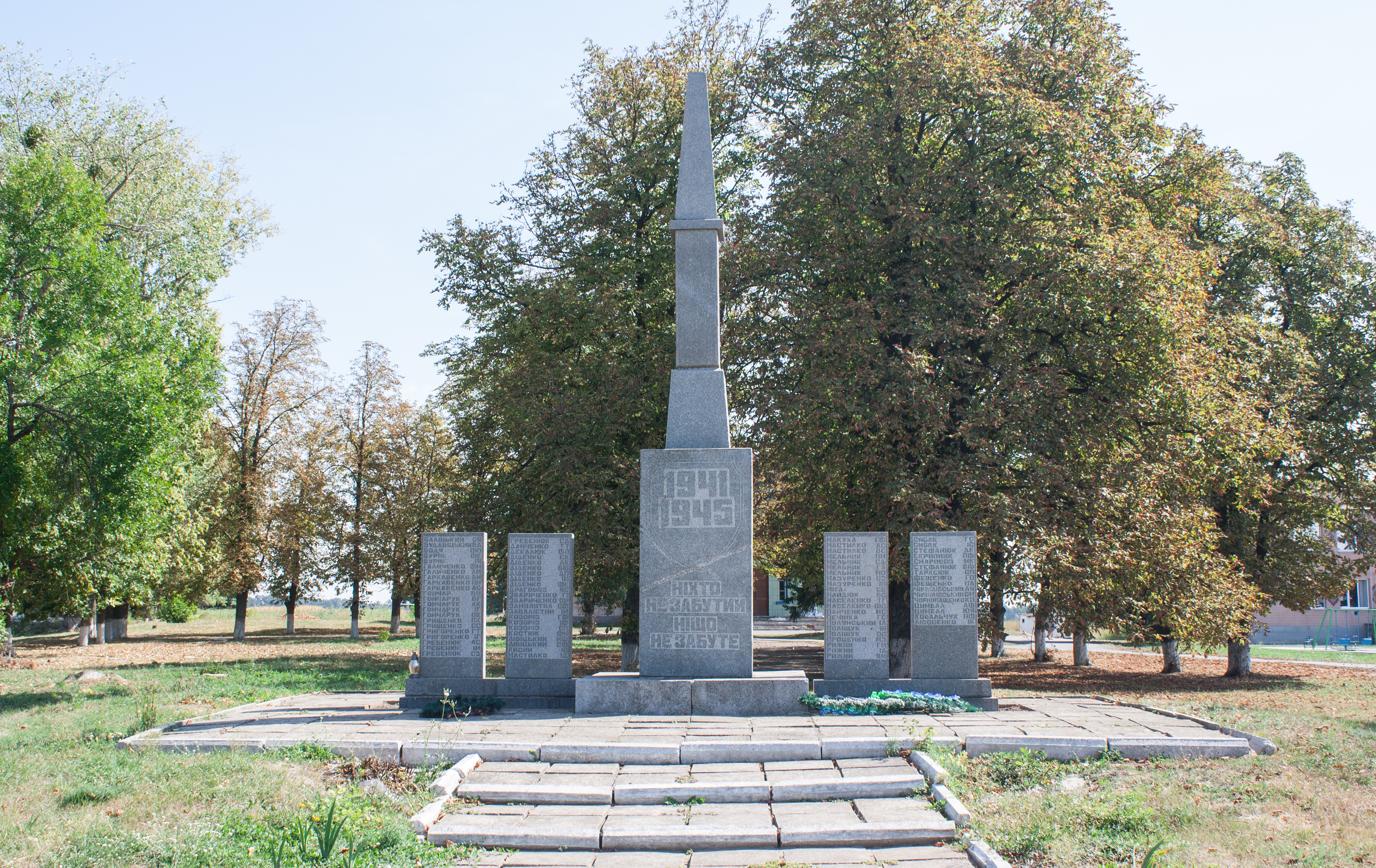
Пам'ятник воїнам-односельцям
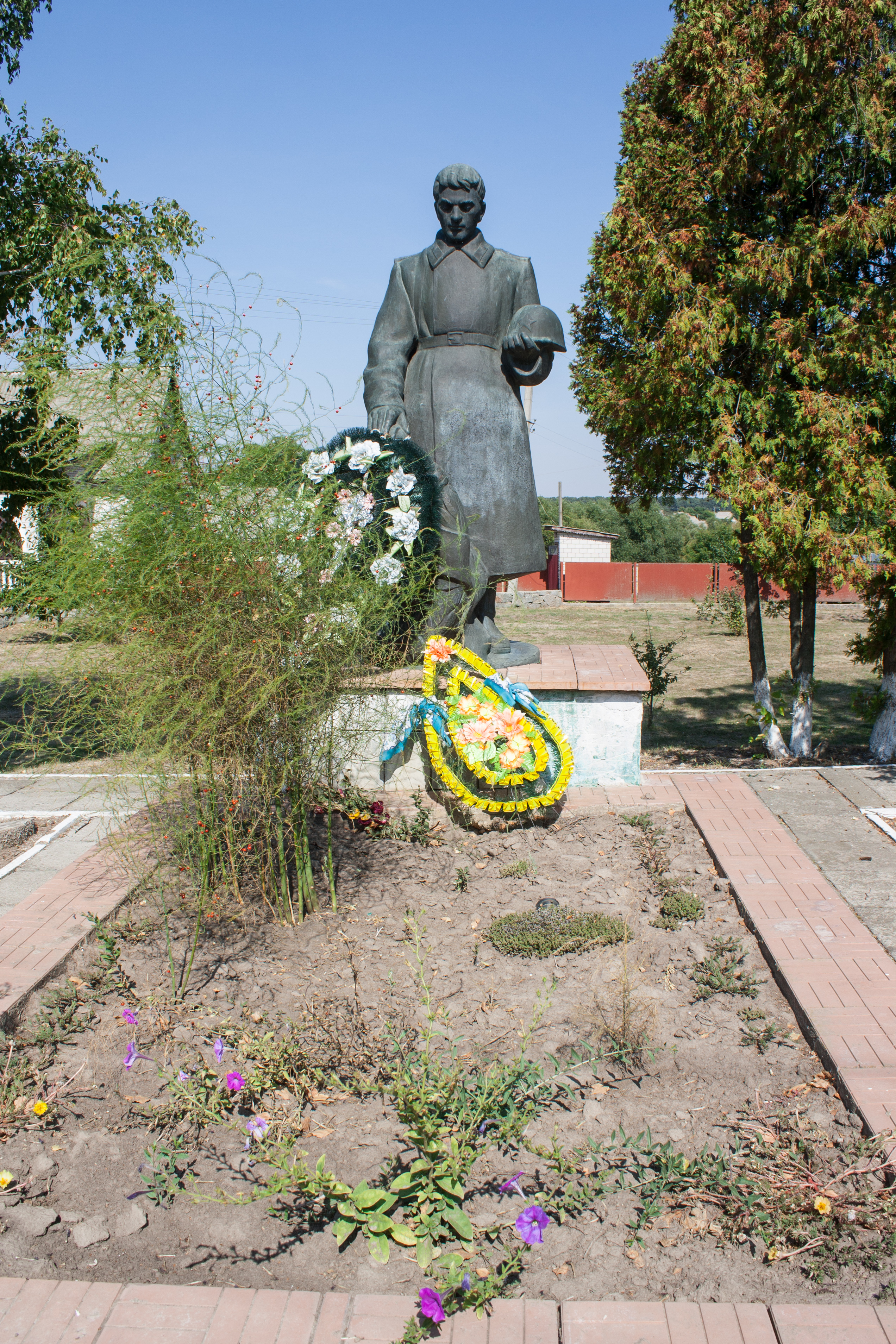
Братська могила радянських воїнів